# Cambalida coriacea
Cambalida coriacea är en spindelart som beskrevs av Simon 1910. Cambalida coriacea ingår i släktet Cambalida och familjen flinkspindlar. Inga underarter finns listade.